# Завидовка (Белгородская область)
Завидовка — село в Яковлевском районе Белгородской области России, центр Завидовского сельского поселения.

## География
Село расположено в верхнем течении реки Пены, на её левом берегу, в 20,1 км по прямой к западо-северо-западу от районного центра, города Строителя, в 33,9 км по прямой к северо-западу от северо-западных окраин города Белгорода.

## История
Данные переписи 1882 года: в 3авидовке — 74 домохозяйства с земельными наделами и только два (4 муж. и 2 жен.) — без земли. В деревне — 75 изб, у 16 семей по 2 избы. Среди завидовцев только 2 грамотных мужчин. В хозяйствах — сто лошадей и полсотни жеребят, 49 коров и 62 теленка, 276 овец, 60 свиней. Пчёл — 202 колодки — держали в 9 дворах. Также в Завидовке был свой кабак.
В начале 1930-х годов деревня 3авидовка — центр сельского совета (4 села и деревни, 2 хутора и выселки) в Томаровском районе.
В 1994 году в 3авидовку пришёл газ. Осенью того же года в селе открыли новую школу со спортивным залом и бассейном, с залами для занятий музыкой и хореографией.
В 1997 году село 3авидовка — центр Завидовского сельского округа (4 села и хутор) в Яковлевском районе.

## Интересные факты
Архивные документы свидетельствуют: деревенька Завидовка, что в 42 верстах от Обояни, вместе с крестьянами до отмены крепостного права принадлежала помещице Каменской (вполне возможно, — родственнице знаменитого орловского графа, героя произведений Н.С. Лескова).

## Население
В 1882 году в Завидовке переписано 468 жителей (223 мужчины, 235 женщин).
В 1890 году в деревне 3авидовке Красненской волости Обоянского уезда проживало уже 515 человек (276 мужчин, 239 женщин).
В 1932 году в Завидовке — 704 жителя.
В 1979 году в селе 3авидовке — 295 жителей, к 1989 году население выросло до 322 (153 мужчины, 169 женщин).
В 1997 году в селе Завидовке 163 личных хозяйства, 501 житель.
| 2002 | 2010 |
| ---- | ---- |
| 489  | ↗571 |